# Hemeroplanis floccalis
Hemeroplanis floccalis là một loài bướm đêm trong họ Erebidae.